# 4 P.M. (nhóm nhạc)
4PM (For Positive Music) là một nhóm nhạc R&B nam người Mỹ được biết đến nhiều nhất với bản cover "Sukiyaki", đạt vị trí thứ 8 trên US Billboard Hot 100 vào tháng 2 năm 1995.
4 PM là một từ viết tắt có nghĩa là 'For Positive Music', nghĩa là âm nhạc của ban nhạc sẽ không có ca từ tục tĩu, không cổ vũ bạo lực và không làm suy giảm phụ nữ. Ban nhạc đã lưu diễn trên toàn thế giới và vẫn nổi tiếng, đặc biệt là ở Nhật Bản. Nhóm được thành lập vào năm 1991 tại ngoại ô Baltimore, Maryland bởi anh em Roberto Pena, Jr. và Reney (Ray) Pena cùng với Larry McFarland và Martiz Ware. Ban đầu họ được gọi là IV Real, và chơi các chương trình tài năng địa phương.
Sau buổi biểu diễn năm 1994, tại một bữa tiệc phát hành đĩa hát, họ được Next Plateau Records ký hợp đồng và chuyển đến thành phố New York. Album đầu tay của họ, Now's the Time, đạt vị trí thứ 96 trên bảng xếp hạng Billboard Top R & B/ Hip-Hop Albums, bao gồm một bản cover của bản hit những năm 1960 "Sukiyaki" của Kyu Sakamoto. Phiên bản "Sukiyaki" của nhóm đạt vị trí thứ 8 trên bảng xếp hạng đĩa đơn Billboard Hot 100 và được chứng nhận vàng vào năm 1995. Nó cũng lọt vào top 5 ở Úc và New Zealand. Now's the Time giành được chứng nhận vàng ở Canada và Nhật Bản, và đạt bạch kim ở Úc.
Album thứ hai của họ, A Light in the Dark năm 1997, cũng không thành công, nhưng đã bao gồm bản hit nhỏ "I Gave You Everything", đạt vị trí thứ 67 trên bảng xếp hạng Hot R & B / Hip-Hop Singles & Tracks.
Sau một thời gian gián đoạn ngắn, nhóm — trừ Martiz Ware — đã tập hợp lại và ký hợp đồng voeis Pena Brothers Productions. Năm 2000, họ phát hành album thứ ba, For Positive Music - một sự kết hợp giữa nhạc pop, R & B, hip hop và nhạc Latin - dưới nhãn đĩa 4PM của riêng họ.
Năm 2001, họ phát hành album thứ tư, Sweet Soul dưới nhãn đĩa Pony Canyon của Nhật Bản.
Năm 2008, họ phát hành "Tracks 4 The Mass Movement".

## Danh sách đĩa nhạc

### Album
- Now's the Time (1995, Next Plateau/PolyGram) US #126, US R&B #96
- Light in the Dark (1997, Next Plateau)
- For Positive Music (2000, 4PM)
- Sweet Soul (2001, Pony Canyon International)
- Tracks 4 The Mass Movement (2008, 4PM)

### Đĩa đơn
- "Sukiyaki" (CD & cassette single, 1995, London Records) #8 US, #3 Australia, #5 New Zealand
- "Lay Down Your Love" (CD & đĩa đơn cassette, 1995, London Records) #31 Australia, #107 US.
- "Years from Here" (CD & đĩa đơn cassette, ngày 15 tháng 8 năm 1995, London Records)
- "I Gave You Everything" (CD single, ngày 25 tháng 3 năm 1997, Next Plateau) #124 US, #67 US R&B.